# L. J. Burrows
Lincoln Burrows, Jr. (L. J.) es un personaje de ficción de la serie de televisión estadounidense de FOX Prison Break, interpretado por el actor Marshall Allman. El joven L. J., que aparece en flashbacks, es interpretado por Nickolas Loquercico. 
Los padres de L. J. se separaron cuando él era pequeño. Su padre, Lincoln Burrows (Dominic Purcell), le visitaba cada domingo tras la separación, aunque luego estas visitas se hicieron menos frecuentes. Criado por su madre, Lisa Rix (Jessalyn Gilsig), L. J. era un chico normal de quince años que vivía en los suburbios de Chicago hasta que su padre perdió su apelación. Esto, unido a la sentencia de cinco años en prisión de su tío Michael Scofield (Wentworth Miller), afectó notablemente a L. J.

## Apariciones
El actor Marshall Allman estuvo acreditado como parte del grupo de personajes principales hasta el decimocuarto episodio de la segunda temporada, "John Doe". L. J. Burrows, siendo uno de los personajes principales, es también uno de los menos desarrollados.
Marshall Allman ha aparecido en veintiún episodios, mientras que Nickolas Loquercico, que interpreta a L. J. con cinco años, ha aparecido en solo uno, "Sleight of Hand".